# Ivan Vicelich
Ivan Robert Vicelich (Auckland, 3 september 1976) is een Nieuw-Zeelands voormalig betaald voetballer van Kroatische afkomst. Hij speelde bij voorkeur uit op het middenveld. Na acht jaar in de Nederlandse competitie gespeeld te hebben, keerde hij in het seizoen 2008/09 terug naar zijn geboorteland om daar nog tot medio 2016 voor Auckland City FC uit te komen.

## Clubcarrière
Vicelich heeft een Nieuw-Zeelandse moeder en een Kroatische vader. Hij begon met voetballen bij de Auckland Kingz in zijn geboorteland. In 2000 haalde Roda JC hem naar Kerkrade, waar hij in 2000/2001 zijn eerste wedstrijd speelde. In de seizoenen die volgden werd Vicelich op den duur een vaste waarde bij Roda. Tot de zomer van 2006 speelde hij 129 wedstrijden voor de club en trof daarin veertien maal doel.
In mei 2006 verkaste Vicelich transfervrij naar RKC Waalwijk, waar hij een contract voor twee seizoenen tekende met een optie voor nog een jaar. Na het seizoen 2007/2008 keerde hij niettemin terug naar Nieuw-Zeeland om daar voor Auckland City te gaan spelen.

## Interlandcarrière
Zijn spel daar werd door bondscoach Ricki Herbert goed genoeg bevonden om Vicelich op zijn 34e mee te nemen naar het Wereldkampioenschap voetbal 2010. Daar begon hij in alle drie de wedstrijden die Nieuw-Zeeland speelde in de basis.

## Clubstatistieken
| Seizoen | Club              | Land                   | Competitie                         | Duels | Goals |
| ------- | ----------------- | ---------------------- | ---------------------------------- | ----- | ----- |
| 1993/96 | Waitakere City FC | Vlag van Nieuw-Zeeland | New Zealand National Soccer League | 64    | 4     |
| 1996/99 | Central United    | Vlag van Nieuw-Zeeland | New Zealand National Soccer League | 100   | 18    |
| 1999/00 | Football Kingz    | Vlag van Nieuw-Zeeland | National Soccer League             | 34    | 3     |
| 2000/01 | Football Kingz    | Vlag van Nieuw-Zeeland | National Soccer League             | 12    | 3     |
| 2000/01 | Roda JC           | Vlag van Nederland     | Eredivisie                         | 1     | 0     |
| 2001/02 | Roda JC           | Vlag van Nederland     | Eredivisie                         | 12    | 2     |
| 2002/03 | Roda JC           | Vlag van Nederland     | Eredivisie                         | 28    | 3     |
| 2003/04 | Roda JC           | Vlag van Nederland     | Eredivisie                         | 33    | 6     |
| 2004/05 | Roda JC           | Vlag van Nederland     | Eredivisie                         | 28    | 1     |
| 2005/06 | Roda JC           | Vlag van Nederland     | Eredivisie                         | 27    | 2     |
| 2006/07 | RKC Waalwijk      | Vlag van Nederland     | Eredivisie                         | 19    | 0     |
| 2007/08 | RKC Waalwijk      | Vlag van Nederland     | Jupiler League                     | 2     | 0     |
| 2008/09 | Auckland City     | Vlag van Nieuw-Zeeland | New Zealand Football Championship  | 14    | 2     |
| 2009/10 | Auckland City     | Vlag van Nieuw-Zeeland | New Zealand Football Championship  | 13    | 2     |
| 2010    | Shenzhen Xiangxue | Vlag van China         | Super League                       | 15    | 0     |
| 2010/11 | Auckland City     | Vlag van Nieuw-Zeeland | New Zealand Football Championship  | 9     | 0     |
| 2011/12 | Auckland City     | Vlag van Nieuw-Zeeland | New Zealand Football Championship  | 13    | 0     |
| 2012/13 | Auckland City     | Vlag van Nieuw-Zeeland | New Zealand Football Championship  | 14    | 1     |